# Naarderbos
Het Naarderbos is een woon- en recreatiegebied in de gemeente Gooise Meren, gelegen aan het Gooimeer tussen Muiderberg, Naarden en de A1. Het gebied bestaat uit een recreatiegebied van honderd hectare gelegen tussen het woongebied en de Hollandse Brug, een jachthaven, de golfbaan Naarderbos, een woonwijk met 180 villawoningen en een bedrijventerrein. De woonwijk werd vanaf het begin van de jaren tachtig aangelegd. 
Het recreatiegebied is een aangelegd bos uit de jaren 70. Rond 2002 is het gebied heringericht, met aandacht voor de ecologische zone. Er is een 600 meter lang strand met uitzicht op het Gooimeer, wandel-, fiets- en ruiterpaden, en een 27-holes golfbaan
In 2007 is er begonnen met de bouw van appartementen en een nieuwe wandelboulevard aan het Gooimeer. In 2015 is begonnen met de aanleg van een nieuwe woonkern in het Naarderbos, met de naam Naardereiland. De villa's worden eind 2016 opgeleverd.

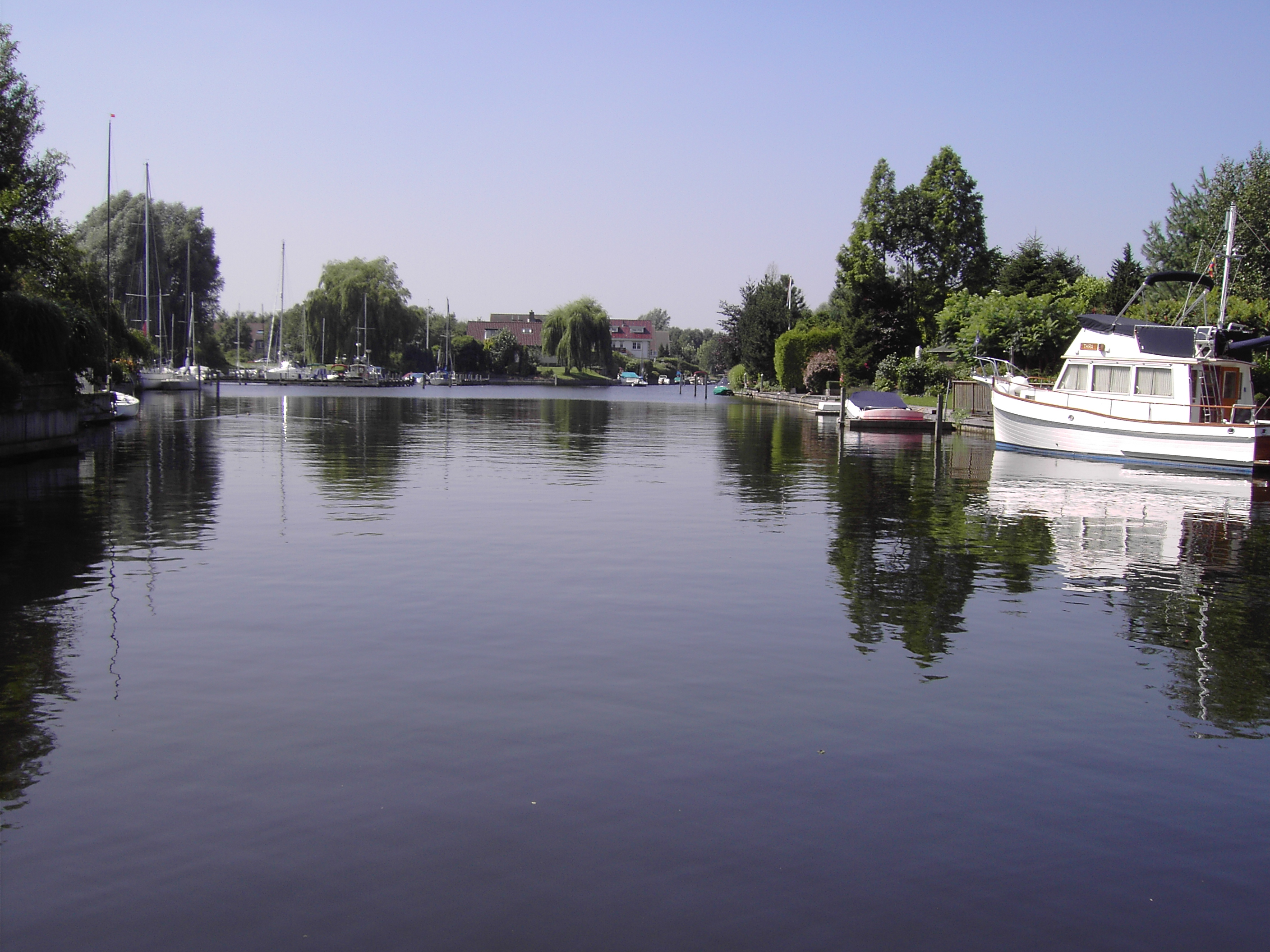
Naarderwoonbos
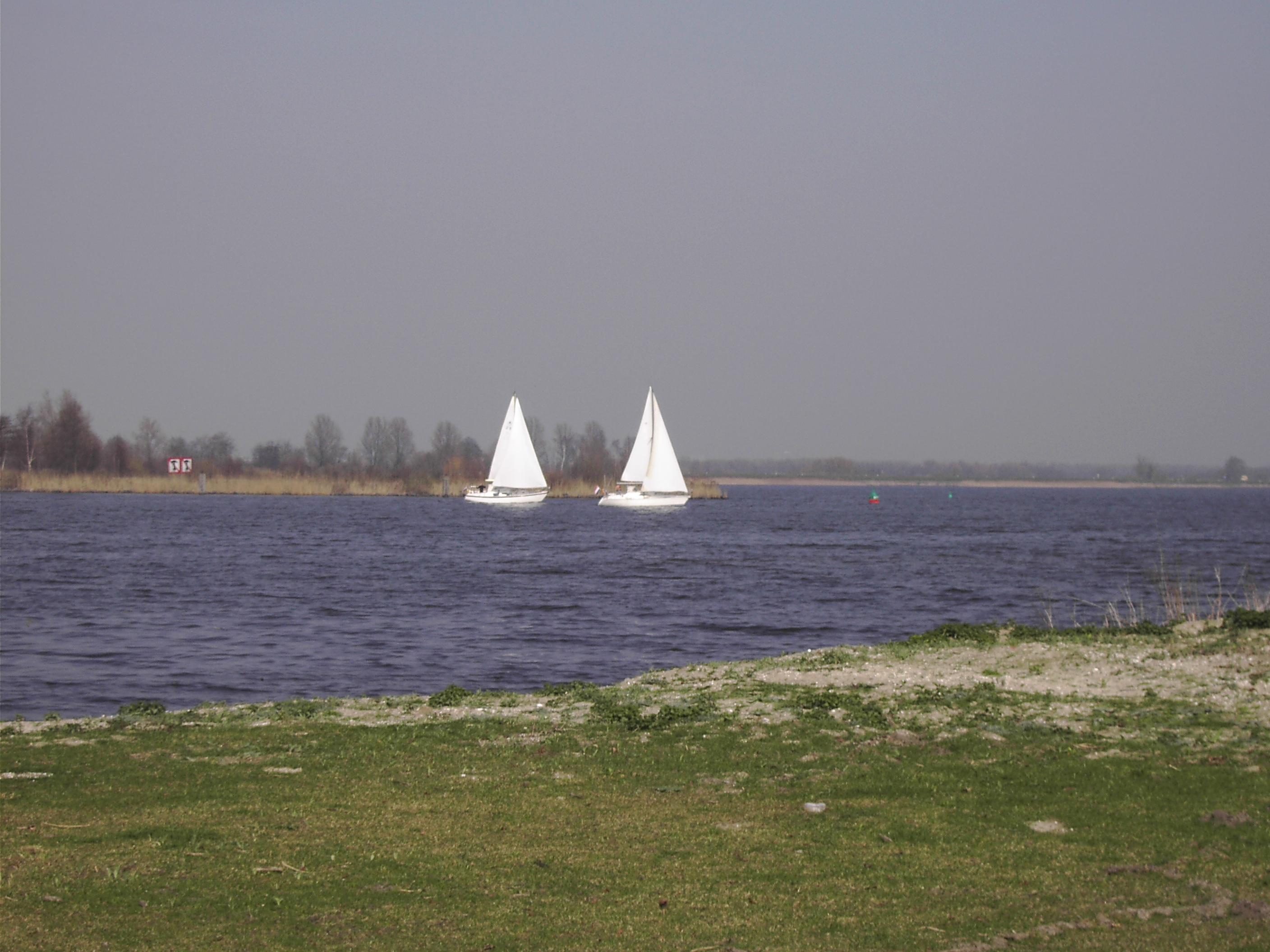
Gooimeer
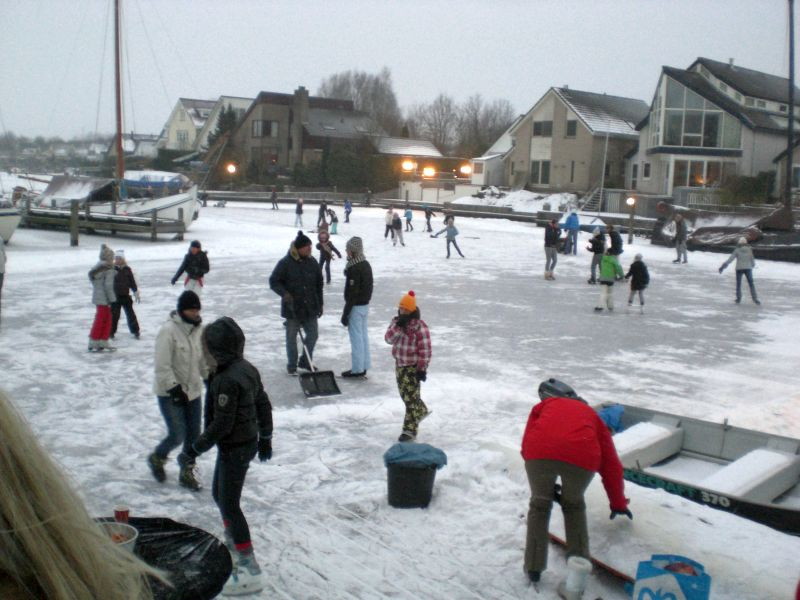
IJspret in het Naarderbos
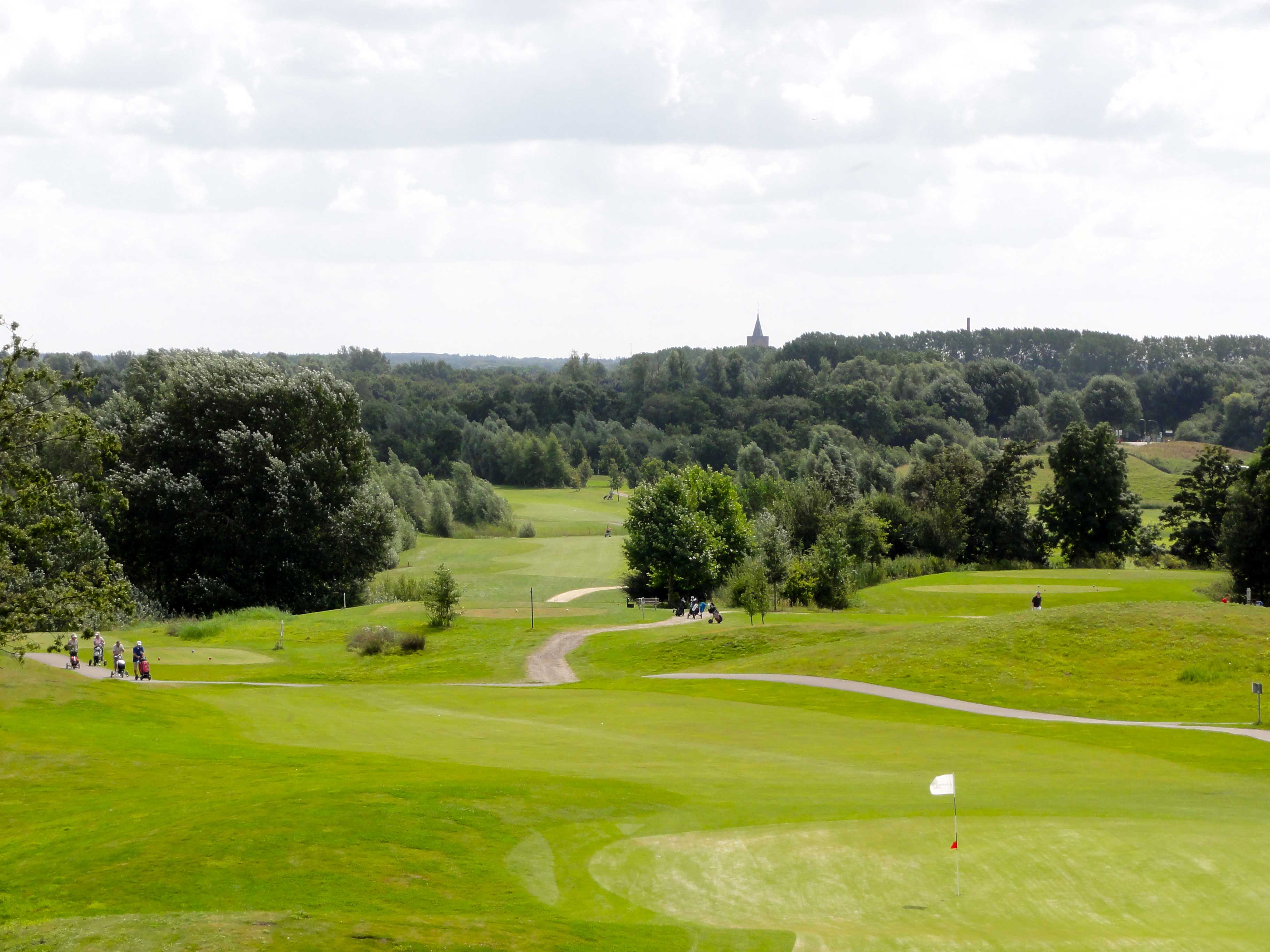
Golfbaan in het Naarderbos

Bussum · Muiden · Muiderberg · Naarden

Buurtschappen: Hakkelaarsbrug · Naarderbos · Crailo

Noord-Holland: Steden en dorpen    Nederland: Provincies · Gemeenten